# Zopoco
Zopoco es una localidad del estado mexicano de Michoacán. Es parte del municipio de Chilchota.

## Demografía
| Gráfica de evolución demográfica |
|                                  |

| Censo | Población |
| ----- | --------- |
| 1900  | 625       |
| 1910  | 610       |
| 1921  | 532       |
| 1930  | 554       |
| 1940  | 539       |
| 1950  | 577       |
| 1960  | 700       |
| 1970  | 1050      |
| 1980  | 1007      |
| 1990  | 1662      |
| 2000  | 2216      |
| 2010  | 2642      |
| 2020  | 3107      |